# Clubiona yangmingensis
Clubiona yangmingensis là một loài nhện trong họ Clubionidae.
Loài này thuộc chi Clubiona. Clubiona yangmingensis được miêu tả năm 1993 bởi Hayashi & Yoshida.